# Административна кула „Електрокосово”
Административна кула „Електрокосово” или познатија по своме надимку „Лепа Брена” је зграда у којој су до јуна 1999. године били смештени главни управни и административни органи Јавног предузећа „Електрокосмет”. Налази се на раскрсници улица Краља Петра Првог ослободиоца и Николе Пашића.

## Истроија
Косовски басен угља је чинио више од 50% свих југословенских резерви. То су потенцијали који су надмашивали потребе тадашње Социјалистичке Аутономне Покрајине Косова и представљали богатство целе федерације, јер су вишкови енергије, путем система далековода, могли снабдевати енергијом многе делове тадашње Југославије где је енергија била дефицитарна. Овај целокупан енергетски потенцијал је тражио и добру и организовану управу која би требало да буде смештена у адекватним просторијама како би могла нормално да развија управљачке и друге административне процесе. У оваквим условима, 1977. године је организован урбанистичко-архитектонски конкурс за израду пројекта административне куле „Електрокосово“. На конкурсу је додељена прва награда раду „Инвест-бироа“, аутора Драгана Ковачевића. Сарадници аутра су били и Радмило Ерић, Александар Оцоколић, Рајко Џанкић, Љубиша Радосављевић, Светолик Танасијевић, Милован Рајковић и Слободан Николић.
Међу локалним становништвом стекла је надимак „Лепа Брена”, по тадашњој популарној југословенској певачици.

## Архитектура
Висока зграда је посебно упечатљива због контраста беле облоге и тамне облоге, као и упадљивих стрмих зидова на прва три спрата. 
Читав функционални програм је подељен на две групације. Администрација, која има свакодневну комуникацију са грађанима, организована је у слободном отвореном простору са шалтерима, а група администрације са канцеларијама, чија дневна активност није била повезана са грађанима, је била одвојена. Прва групација је организована на првом и другом спрату који имају двоструку етажну висину са својим посебним улазом, што просторно ствара хоризонтални волумен објекта, док је друга групација смештена у кули која се диже у висину. Ово су две основне композиционе масе објекта. Хоризонтална маса, осим што балансира целу композицију, исто тако игра и улогу платформе што вертикалној маси даје већу монументалност.